# Ріаса
Ріаса (ісп. Riaza) — муніципалітет в Іспанії, у складі автономної спільноти Кастилія-і-Леон, у провінції Сеговія. Населення — 2481 особа (2010).
Муніципалітет розташований на відстані близько 100 км на північ від Мадрида, 65 км на північний схід від Сеговії.
На території муніципалітету розташовані такі населені пункти: (дані про населення за 2010 рік)
- Альдеануева-дель-Монте: 6 осіб
- Алькіте: 4 особи
- Бараона-де-Фресно: 17 осіб
- Бесерріль: 10 осіб
- Мадрігера: 29 осіб
- Мартін-Муньйос-де-Айльйон: 14 осіб
- Ель-Муйо: 14 осіб
- Ель-Негредо: 10 осіб
- Ріаса: 2329 осіб
- Вільякорта: 37 осіб
- Серрасін: 11 осіб

## Демографія
Динаміка населення (INE ):

## Галерея зображень

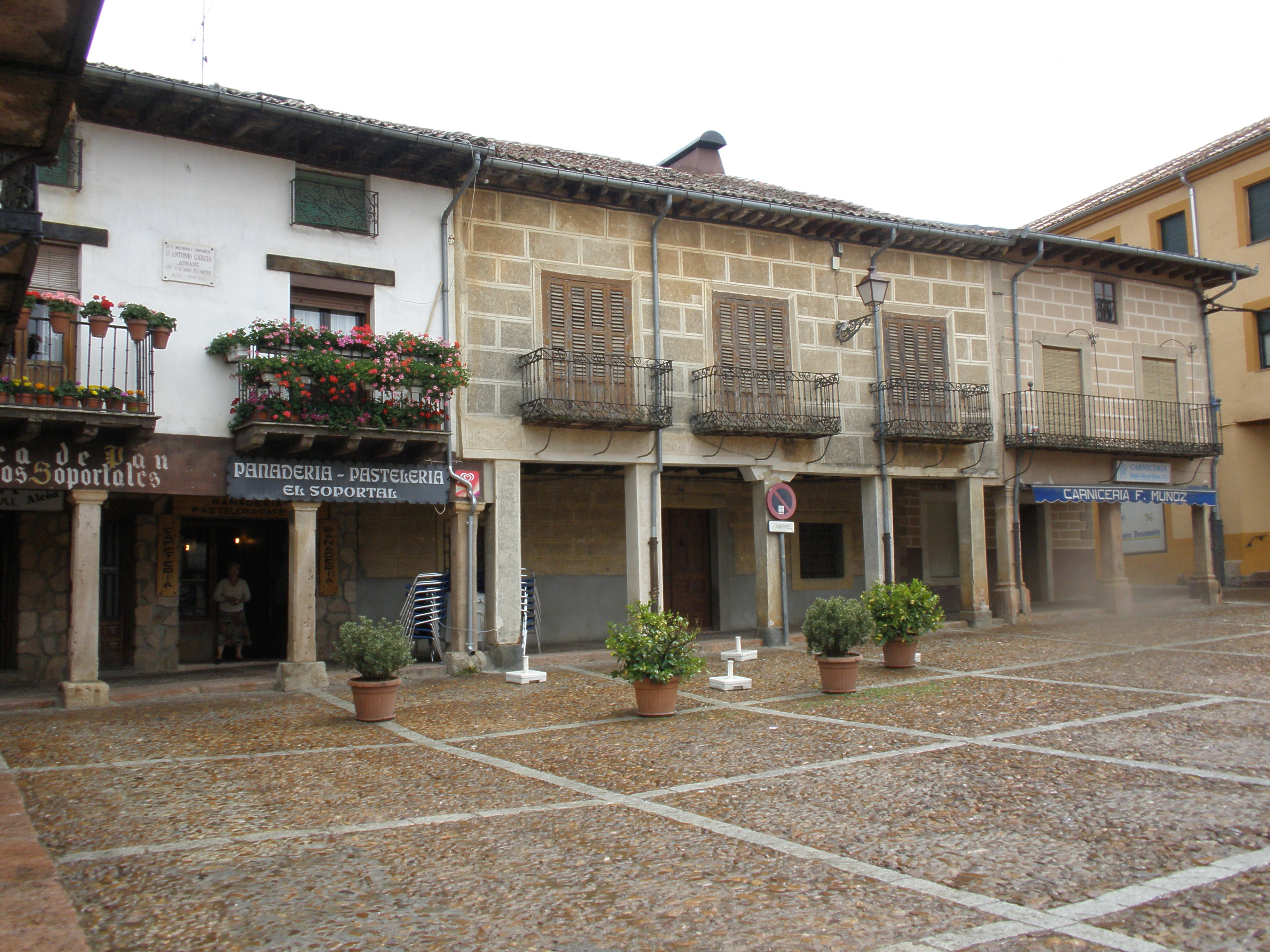
Центральна площа
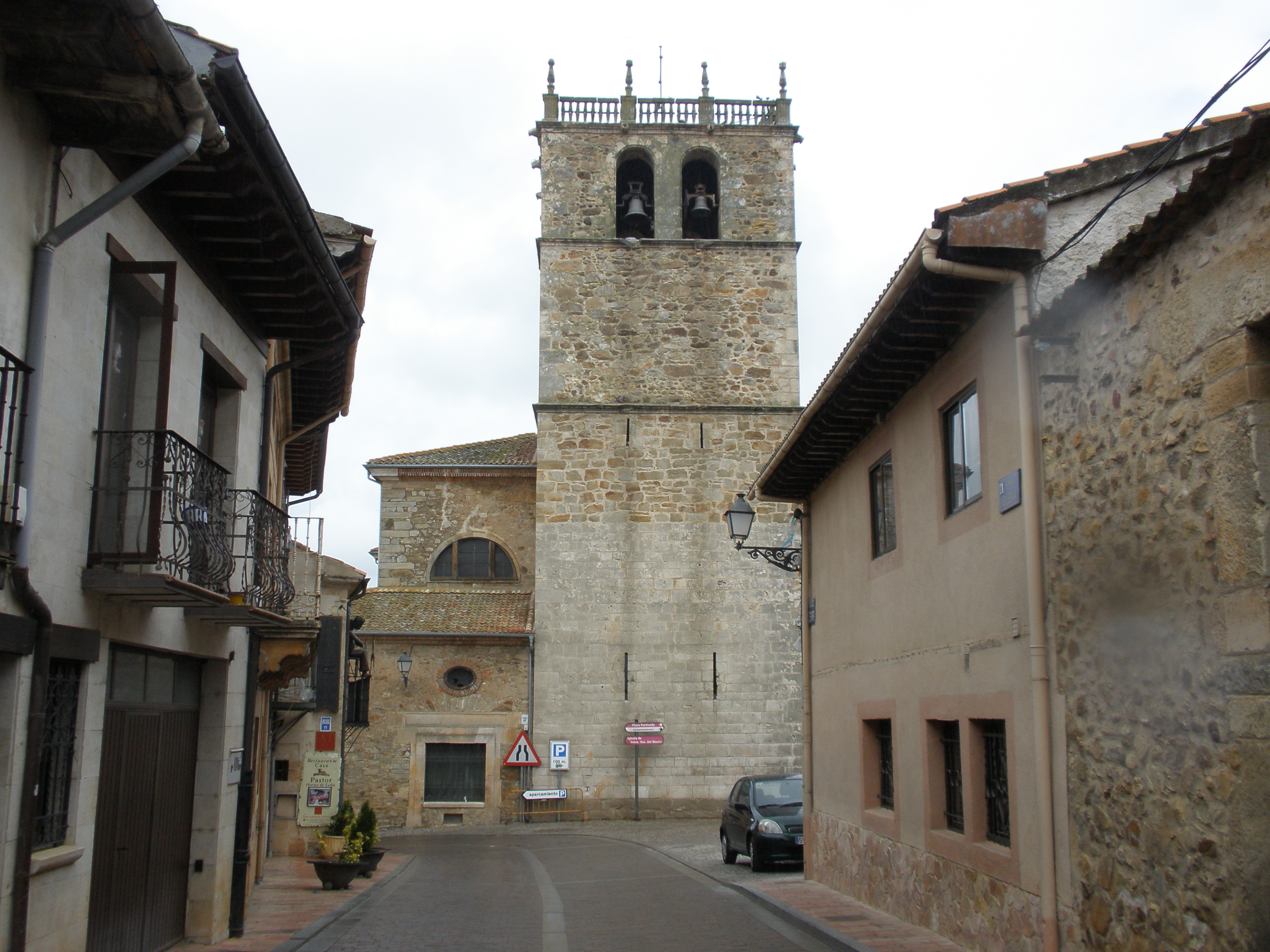
Церква Нуестра-Сеньйора-дель-Манто
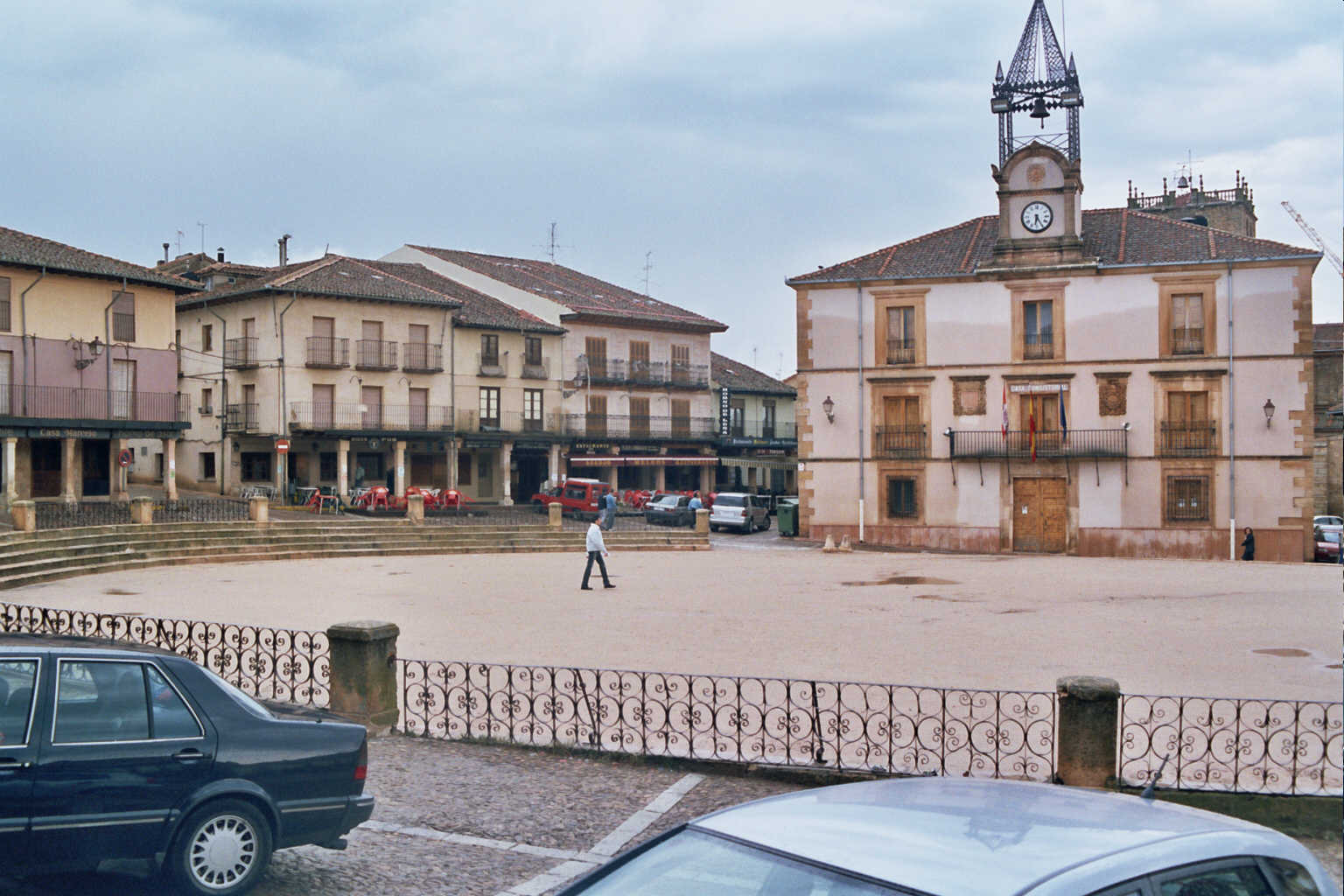
Центральна площа